# Gay lisp
O gay lisp é um estereótipo americano para o sotaque gay.
É associado a homens gays nos Estados Unidos.
Muito já foi estudado sobre o sotaque gay e ainda não se chegou a nenhum consenso sobre sua origem.

## Literatura
- Crocker, L., & Munson, B. (2006). Speech Characteristics of Gender-Nonconforming Boys. Oral Presentation given at the Conference on New Ways of Analyzing Variation in Language, Columbus, OH.
- Mack, S., & Munson, B. (2008). Implicit Processing, Social Stereotypes, and the 'Gay Lisp'. Oral presentation given at the annual meeting of the Linguistic Society of America, Chicago, IL.
- Munson, B., & Zimmerman, L.J. (2006a). The Perception of Sexual Orientation, Masculinity, and Femininity in Formant-Resynthesized Speech. Oral Presentation given at the Conference on New Ways of Analyzing Variation in Language, Columbus, OH.